# Principado de Paternò

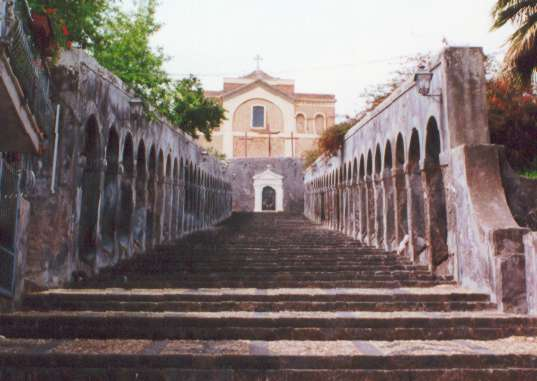
Escalinata de Paternò.

El principado de Paternó es un título nobiliario español concedido por el rey Felipe II en 1565 a Francisco de Moncada. Su nombre proviene del municipio italiano de Paternò, en la siciliana provincia de Catania. Se trata del título principal de la casa de Moncada.
El título fue ostentado por sus descendientes varones por línea de primogenitura hasta Fernando de Aragón y Moncada, VI príncipe de Paternó, quien casó en 1665 con María Teresa Fajardo y Álvarez de Toledo, VII marquesa de los Vélez, cuya única descendiente fue Catalina Moncada de Aragón y Fajardo, VIII marquesa de los Vélez. A partir de entonces se inició un pleito y el principado pasó a una rama segundogénita de la familia en la persona de Luigi Guglielmo de Moncada, hijo de Fernando de Moncada y Gaetano, nieto de Ignacio Moncada y bisnieto de Antonio de Moncada y Aragón, IV príncipe de Paternó, en cuya desdencendia perduró hasta que el título perdió su vigencia legal. No obstante la descendencia española siguió utilizando el título durante generaciones.

## Príncipes de Paternò

### En Italia
- Juan Tomás de Moncada, casó con Raimundeta de Ventimilla, llegando a ser Maestre Justiciero del reino. Le compró al rey Paternó, con torre y principado.

- Antonio de Moncada (m. 1549) , sirvió en la conquista de Nápoles a Fernando el Católico. El pueblo, sintiéndose traicionado, quemó su palacio de Palermo.

### En España
- Francisco de Moncada y Luna (m. 1566), I príncipe de Paternò en España por concesión de Felipe II el 8 de abril de 1565, fue Capitán General en Sicilia, donde persiguió a los disidentes políticos. Como premio por el servicio se le reconoció en España el título de príncipe de Paternó, sin cambiarlo por un marquesado, como era habitual. Casó con Catalina Pignatelli en 1532.

- César de Moncada y Pignatelli (m. 1571), II príncipe de Paternò, capitán general y vicario de Sicilia, casó con María de la Cerda, hija de los duques de Medinaceli, con quien tuvo un hijo, Francisco, que sería III príncipe. Al enviudar, contrajo matrimonio con Luisa de Luna, III duquesa de Bivona, quien había estado casada con Antonio de Aragón y Cardona, III duque de Montalto, y con quien había tenido una hija, llamada María de Aragón, quien sucedió a su padre como V duquesa de Montalto y a su madre como IV duquesa de Bivona. César, II príncipe de Paternò, casó en 1560 a su hijo Francisco, futuro III príncipe, con su hermana política María de Aragón, con la intención de que quedaron unida en su descendencia las casas de Paternò, Montalto y Bivona,  como así fue. Además César compró un nuevo palacio en Palermo, embelleció San Miniano y fundó en Caltanissetta el Colegio de los Jesuitas, el Convento de Capuchinos y el Hospital de San Juan de Dios.

- Francisco de Moncada y de la Cerda, III príncipe de Paternò, en 1560 casó con María de Aragón y Luna, V duquesa de Montalto y IV duquesa de Bivona, uniendo la casa de Montalto y la de Paternò su  descendencia, como se ha indicado antes. Las capitulaciones matrimoniales establecieron que su hijo primogénito debía titularse duque de Montalto, con el apellido "de Aragón", mientras que su nieto debía hacerlo con el título de príncipe de Paternò, con el apellido "de Moncada" y así sucesiva y alternativamente de padre a hijo.

- Antonio de Moncada y Aragón (m. 1631), llamado de forma doméstica "Antonio de Aragón y Moncada" en observancia de las capitulaciones matrimoniales de sus padres, IV príncipe de Paternó, casó con Juana de la Cerda, de la casa de Medinaceli.

- Luis Guillermo de Moncada y de la Cerda, llamado también "Luis Guillermo de Moncada y Aragón" en observancia de las capitulaciones matrimoniales de sus abuelos, V príncipe de Paternó, segundogénito el IV príncipe, muerto su hermano mayor antes de llegar a la mayoría de edad, heredó de su padre los títulos nobiliarios en 1631. Contrajo matrimonio dos veces: la primera en 1629 con María Enríquez Afán de Ribera (†1638), posteriormente duquesa de Alcalá, sin descendencia y la segunda con Catalina de Moncada (m. 1660), hija del marqués de Aytona Francisco de Moncada, con quien tuvo a Fernando, que sería su sucesor en sus títulos de nobleza.

- Fernando de Moncada y Moncada (m. 1713), llamado "Fernando de Aragón y Moncada" en observancia de las capitulaciones matrimoniales de sus bisabuelos, VI príncipe de Paternó, en 1644 casó con María Teresa Fajardo y Álvarez de Toledo, VII marquesa de los Vélez, uniéndose virtualmente durante su matrimonio la casa de Paternò con la casa de los Vélez. La hija del  matrimonio, Catalina de Moncada y Fajardo, que a la muerte de su madre se convirtió en la VIII marquesa de los Vélez y que estaba casada con el VIII marqués de Villafranca del Bierzo, quedó como su heredera del principado de Paternò por disposición testamentaria de su padre. Sin embargo Luigi Guglielmo de Moncada, I duque de San Juan,[1] bisnieto y descendiente de Antonio de Moncada y Aragón, IV príncipe de Paternó, por línea de primogenitura masculina inició un pleito por la sucesión, alegando fideicomiso agnaticio por vía masculina instituido en 1501 por Juan Tomás de Moncada, I príncipe de Paternò en Italia, por lo que finalmente ganó Luigi Guglielmo de Moncada, siendo reconocido por el rey Carlos III, como príncipe de Paternò y grande de España.[2] No obstante la descendencia de la VIII marquesa de los Vélez, conservó en España parte del patrimonio de la casa de Paternó, como tapices,[3] y parte del archivo familiar,[4] además de conservar legalmente los demás títulos nobiliarios de la casa salvo el principado de Paternò, mediante una sentencia favorable de 26 de junio de 1797, emitida tras una sentencia inicial desfavorable de 1780.[5]

- Luigi Guglielmo de Moncada, VII príncipe de Paternó (II duque de San Juan, Duca di San Giovanni), bisnieto del IV príncipe de Paternò.

- Francesco Rodrigo de Moncada, VIII príncipe de Paternò, (III duque de San Juan).

- Pietro de Moncada, IX príncipe de Paternò, (IV duque de San Juan).

- Pietro de Moncada, X príncipe de Paternò, (V duque de San Juan).

- Corrado de Moncada, XI príncipe de Paternò (VI duque de San Juan).

- Pietro de Moncada, XII príncipe de Paternò (VII duque de San Juan).

- Ugo de Moncada, XIII príncipe de Paternò (VIII duque de San Juan).

- Pietro de Moncada, XIV príncipe de Paternò (IX duque de San Juan).

Algunos de los últimos príncipes de Paternò y duques de San Juan citados en la lista no tuvieron sus títulos reconocidos legalmente en España, por lo que varias personas que se consideraron con derecho a ellos intentaron rehabilitarlos legalmente en España, sin éxito por parte de los solicitantes.